# 마그네토

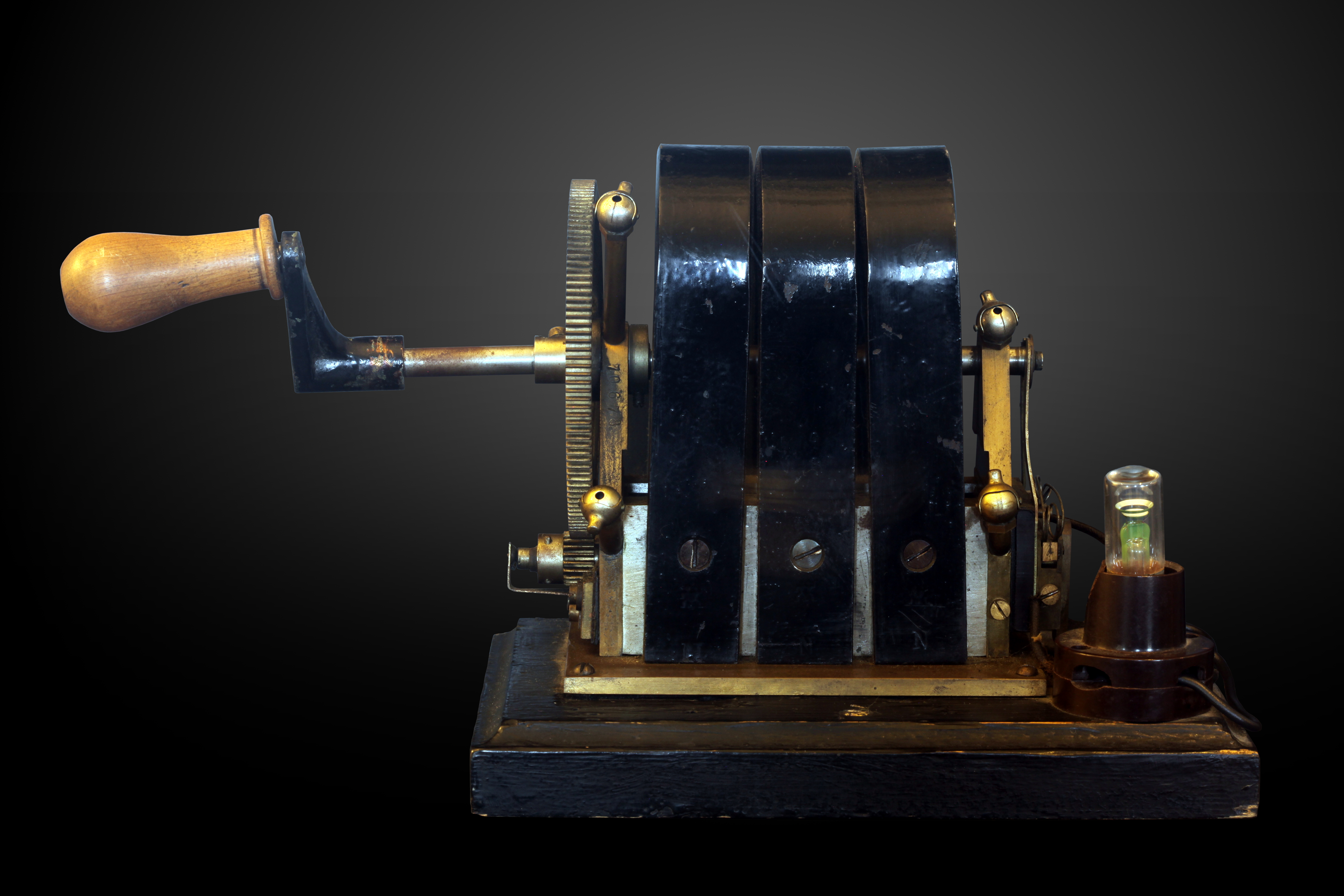
마그네토

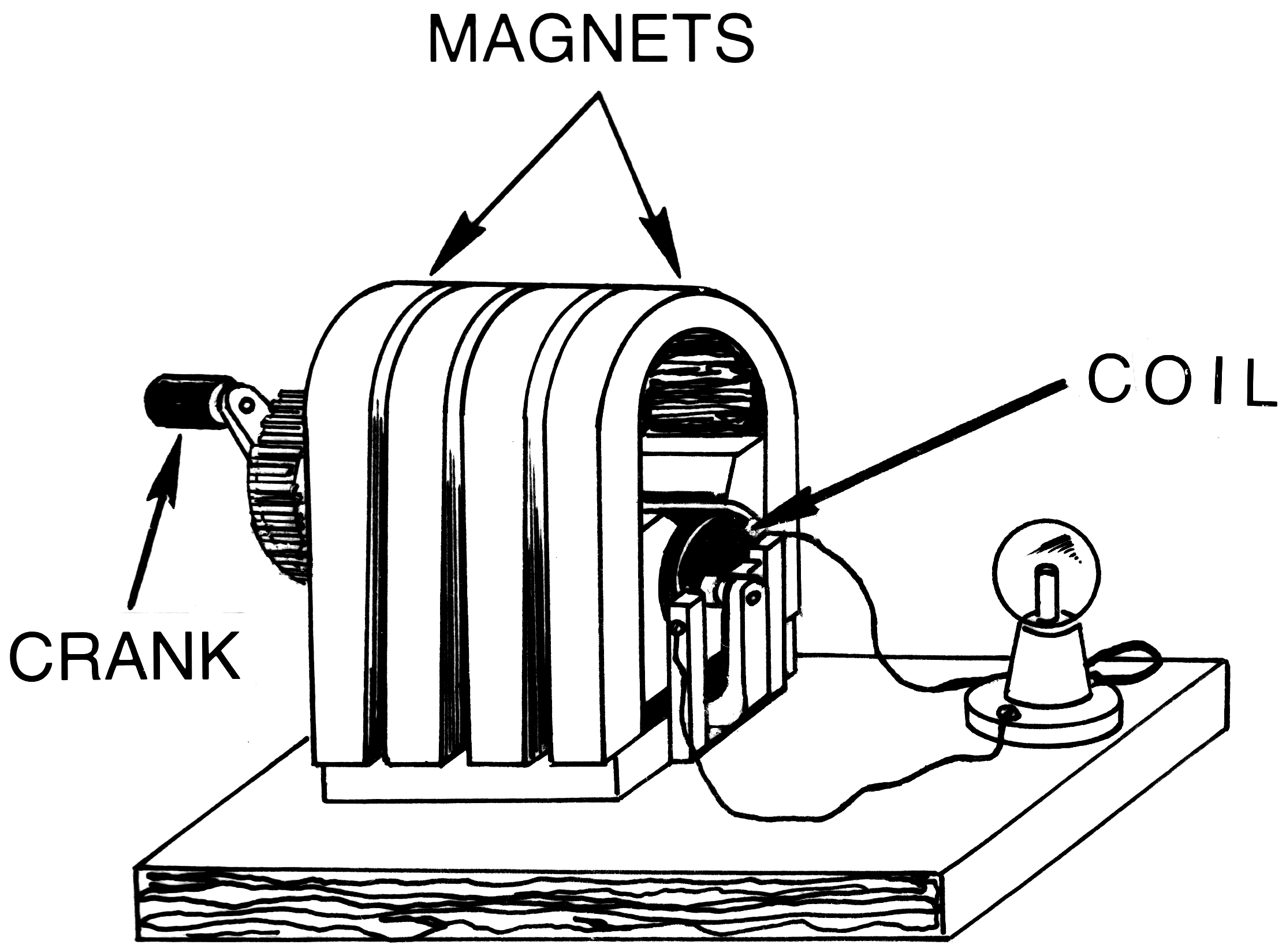
마그네토의 구조.

마그네토(Magneto)는 영구 자석을 사용하는 고전압 발전기이다. 다이너모와는 달리 정류자가 포함되어 있지 않아 직류를 생성할 수 없으며, 교류 발전기의 일종으로 취급되지만 다른 교류 발전기와는 달리 계자 코일이 아닌 영구 자석을 사용한다는 특징이 있다.
수동식 마그네토는 과거 전화 시스템에 전류를 공급하기 위해 사용되기도 했으며, 현재는 주로 내연 기관의 점화 장치를 구성하는 부품 중 하나로 쓰여 점화 플러그의 점화 전압을 공급하기 위해 사용된다.

## 같이 보기
- 전자기학
- 패러데이 전자기 유도 법칙